# Camalcolaimus longicauda
Camalcolaimus longicauda är en rundmaskart. Camalcolaimus longicauda ingår i släktet Camalcolaimus, och familjen Leptolaimidae. Arten är reproducerande i Sverige.